# White Aryan Resistance
La White Aryan Resistance (WAR) est une organisation suprémaciste blanche et néo-nazie aux États-Unis fondée et dirigée par un ancien Grand Dragon du Ku Klux Klan Tom Metzger. Elle est basée à Warsaw en Indiana et est constituée en société.
Elle présente des opinions racistes, comme le montrent les sections « Blagues racistes » et « Vidéos racistes » de son site Web, ainsi que le slogan de son journal The Insurgent : « le journal le plus raciste au monde ». WAR utilise le slogan « La révolution blanche est la seule solution. »

## Histoire
Le premier groupe de Metzger était connu sous le nom de White Brotherhood (Fraternité blanche), qu'il dirigeait au milieu des années 1970 jusqu'à ce qu'il rejoigne l'Invisible Empire Knights of Ku Klux Klan de David Duke en 1975. En 1979, il s'était élevé au Grand Dragon du royaume de Californie. Au cours de ces années, le royaume de Californie a effectué des patrouilles frontalières non autorisées à la frontière mexicaine et a mis en place un dispositif de sécurité noir qui engagerait des escarmouches avec des manifestants anti-Klan et la police. Un incident survenu à Oceanside, en Californie au printemps 1980 impliquait 30 membres de cette équipe et avait fait sept blessés. En été 1980, Metzger quitta l'organisation nationale et fonda son propre California Knights of the Ku Klux Klan. Le groupe a continué à harceler les Hispaniques et les Vietnamiens,.
De 1980 à la fin de 1982, Metzger dirigea les Chevaliers de Californie tout en occupant divers postes électoraux. En 1982, il quitta le Klan pour fonder un nouveau groupe, la White American Political Association (WAPA), un groupe voué à la promotion de candidats pro-blancs. Après avoir perdu l'élection du Sénat américain en Californie en 1982, le Sénat démocrate californien, Metzger abandonne la voie électorale et réorganise la WAPA en tant que Résistance américaine blanche en 1983, puis à la Résistance blanche aryenne refléter un plus « révolutionnaire ».
En 1988, Metzger a enregistré ce message : « Vous avez rejoint WAR Hotline. Résistance aryenne blanche. Vous demandez : « Qu'est-ce que la guerre ? Nous sommes un mouvement ouvertement raciste. Skinheads, nous vous souhaitons la bienvenue dans nos rangs. Le gouvernement fédéral est l'ennemi numéro un de notre race. Quand était la dernière fois que vous avez entendu un politicien se prononcer en faveur des Blancs ? … vous dites que le gouvernement est trop gros; nous ne pouvons pas organiser. Eh bien, par Dieu, les SS l'ont fait en Allemagne, et s'ils l'ont fait en Allemagne dans les années trente, nous pouvons le faire ici même dans les rues d'Amérique. Nous devons nettoyer cette nation de toutes les races de boue non-blanche pour la survie de notre propre peuple et les générations de nos enfants ». 
Le 13 novembre 1988, trois skinheads suprémacistes blancs membres de la East Side White Pride, qui aurait eu des liens avec la WAR, ont battu à mort Mulugeta Seraw, un Éthiopien qui s'était installé aux États-Unis.